# Schönwald (Bajorország)
Schönwald település Németországban, azon belül Bajorországban. Lakosainak száma 3165 fő (2023. december 31.).

## Népesség
A település népessége az elmúlt években az alábbi módon változott:
| Lakosok száma | 962  | 4349 | 4195 | 4007 | 3357 | 3270 | 3195 | 3204 | 3133 | 3165 |
|               | 1875 | 1950 | 1975 | 1987 | 2012 | 2014 | 2016 | 2017 | 2021 | 2023 |